# 세종 지웰 푸르지오
세종 지웰 푸르지오(영어: Sejong G-Well Prugio)은 대한민국 세종특별자치시 다정동에 위치한 아파트이다. 3개 동으로 구성된 1101동은 13층이고 1102동은 16층이고 1103동은 35층이다.

## 같이 보기
- 세종특별자치시의 마천루 목록